# Horipsestis teikichiana
Horipsestis teikichiana är en fjärilsart som beskrevs av Matsumura 1933. Horipsestis teikichiana ingår i släktet Horipsestis och familjen sikelvingar. Inga underarter finns listade i Catalogue of Life.